# Domenico De Rossi
Domenico de Rossi (1647 o 1659 – 1724 circa) è stato un editore italiano, celebre per aver pubblicato molti libri con incisioni architettoniche di gran diffusione all'epoca, grazie ai quali contribuì significativamente alla diffusione dello stile barocco attraverso l'Europa; seguì le orme del padre, Giovanni Giacomo De Rossi.

## Biografia

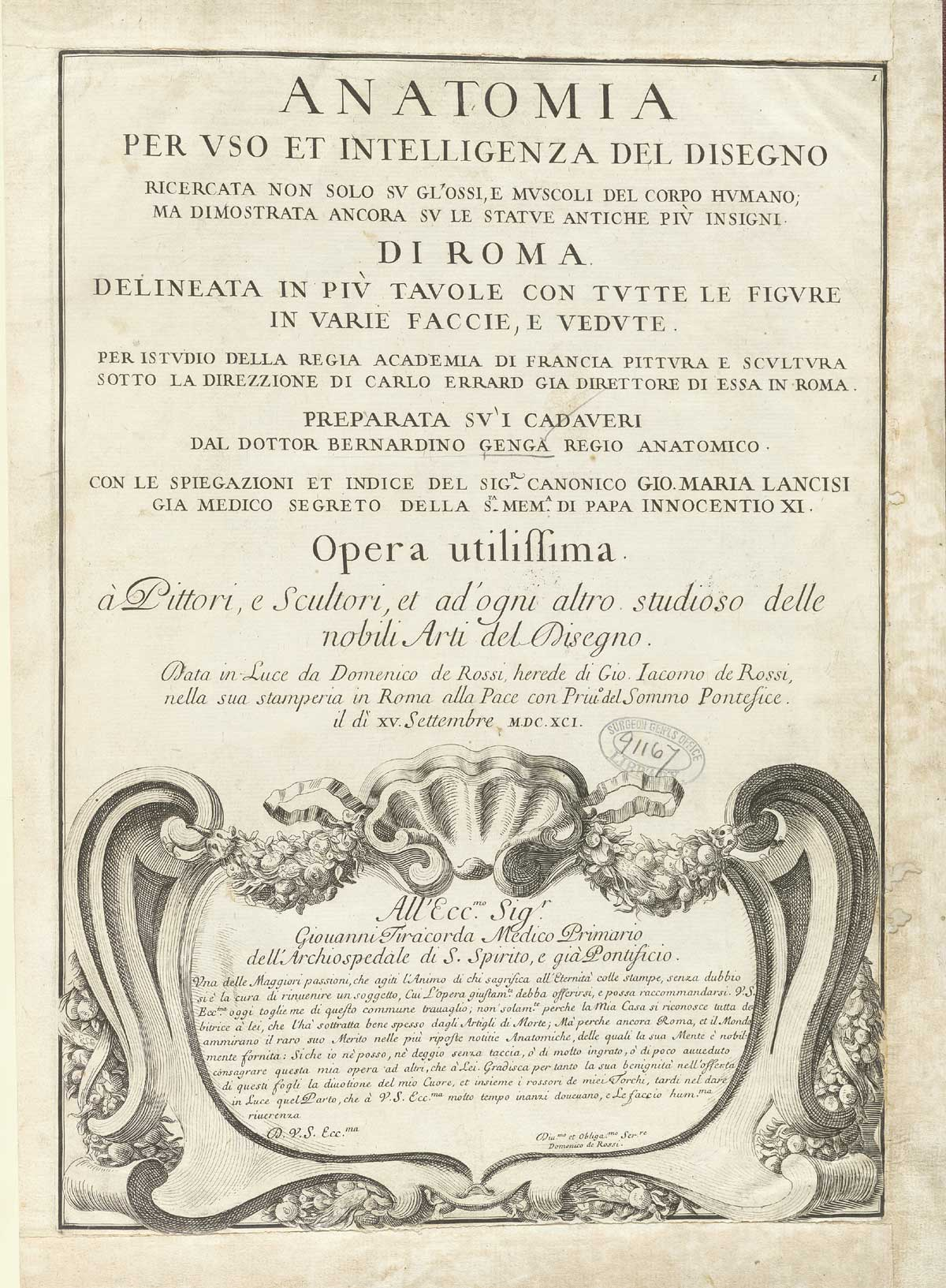
Frontespizio inciso della prima opera stampata da Domenico De Rossi. Nella sottoscrizione editoriale si legge: «Data in luce da Domenico de Rossi, herede di Gio. Iacomo de Rossi, nella sua stamperia in Roma alla Pace con priv.^{o} del Sommo Pontefice, il dì XV settembre M.DC.XCI».

Nel 1691, alla morte del genitore, Domenico De Rossi ne ereditò la stamperia, la più grande e più antica editrice della Roma barocca, situata vicino alla chiesa di Santa Maria della Pace. 
La prima opera da lui impressa fu l'Anatomia per uso et intelligenza del disegno di Bernardino Genga, interamente costituita da tavole calcografiche. Negli anni 1702, 1711 e 1721 pubblicò successivamente tre volumi di incisioni architettoniche sulle elevazioni e le facciate dei palazzi e delle chiese di Roma, inclusi alcuni disegni mai eseguiti di Bernini e Borromini.

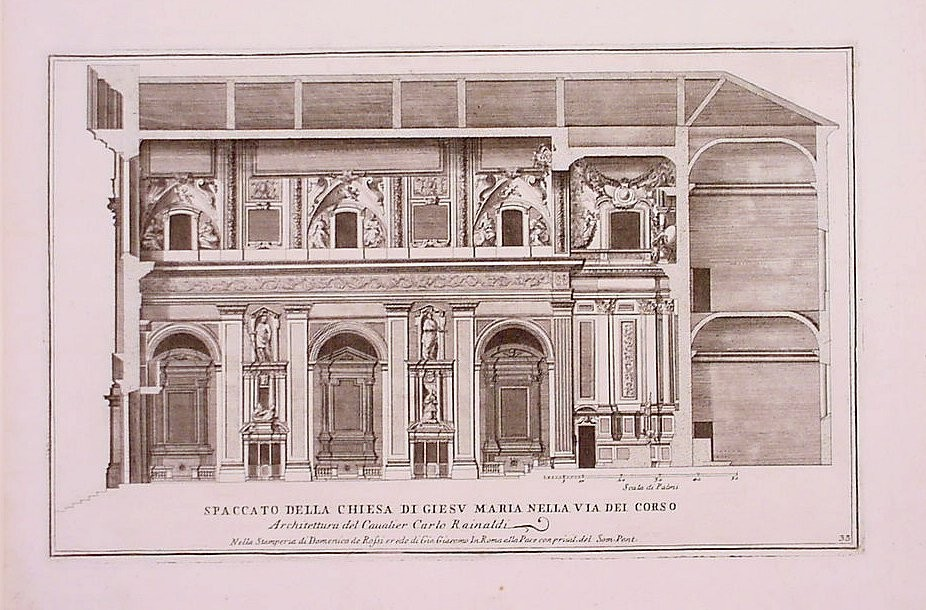
Domenico de Rossi, "Spaccato della chiesa di Giesù e Maria" dallo Studio d'architettura civile

Il primo volume mostra un'ampia varietà di disegni di finestre, porte e cancelli, portici, camini e scale con lavori di incisori come Alessandro Specchi, Filippo Vasconi e Carlo Fontana, fra gli altri; esso fu dedicato a papa Clemente XII.
De Rossi produsse anche un libro di disegni e modelli per altari e cappelle, Disegni di variabile Altari e Cappelle (1685), le cui raccolte di incisioni sono tra le prime a mostrare le decorazioni barocche di Roma; di enorme interesse per storici ed architetti, è stato ristampato nel 1972, accompagnato da una prefazione del famoso storico dell'arte Anthony Blunt.
Esistono incisioni sottoscritte ancora a suo nome nel 1730, come il ritratto di Benedetto XIII, ma è probabile che nel 1724 fosse già morto. Dopo di lui, il figlio Lorenzo Filippo nel 1738 cessò l'attività di famiglia e vendette a Clemente XII l'intera collezione di incisioni, che andò a costituire il nucleo iniziale della Calcografia Camerale, oggi Istituto nazionale per la grafica.
I titoli completi dei volumi di de Rossi sono:
- Studio d'architettura civile sopra gli ornamenti di porte e finestre tratti da alcune fabbriche insigni di Roma con le misure piante modini, e profili. Opera de' più celebri architetti de nostri tempi, Roma, 1702. Dedicato a Clemente XII.
- Studio d'architettura civile sopra vari ornamenti di cappelle, e diversi sepolcri tratti da più chiese di Roma colle loro facciate, fianchi, piante, e misure. Opera de' più celebri architetti de' nostri tempi, Roma, 1711. Dedicato al cardinale Francesco Acquaviva d'Aragona.
- Studio d'architettura civile sopra varie chiese, cappelle di Roma, e palazzo di Caprarola, et altre fabriche con le loro facciate, spaccati, piante, e misure. Opera de' più celebri architetti de' nostri tempi, Roma, 1721. Dedicato al cardinale Bernardino Scotti.